# Lorenzana

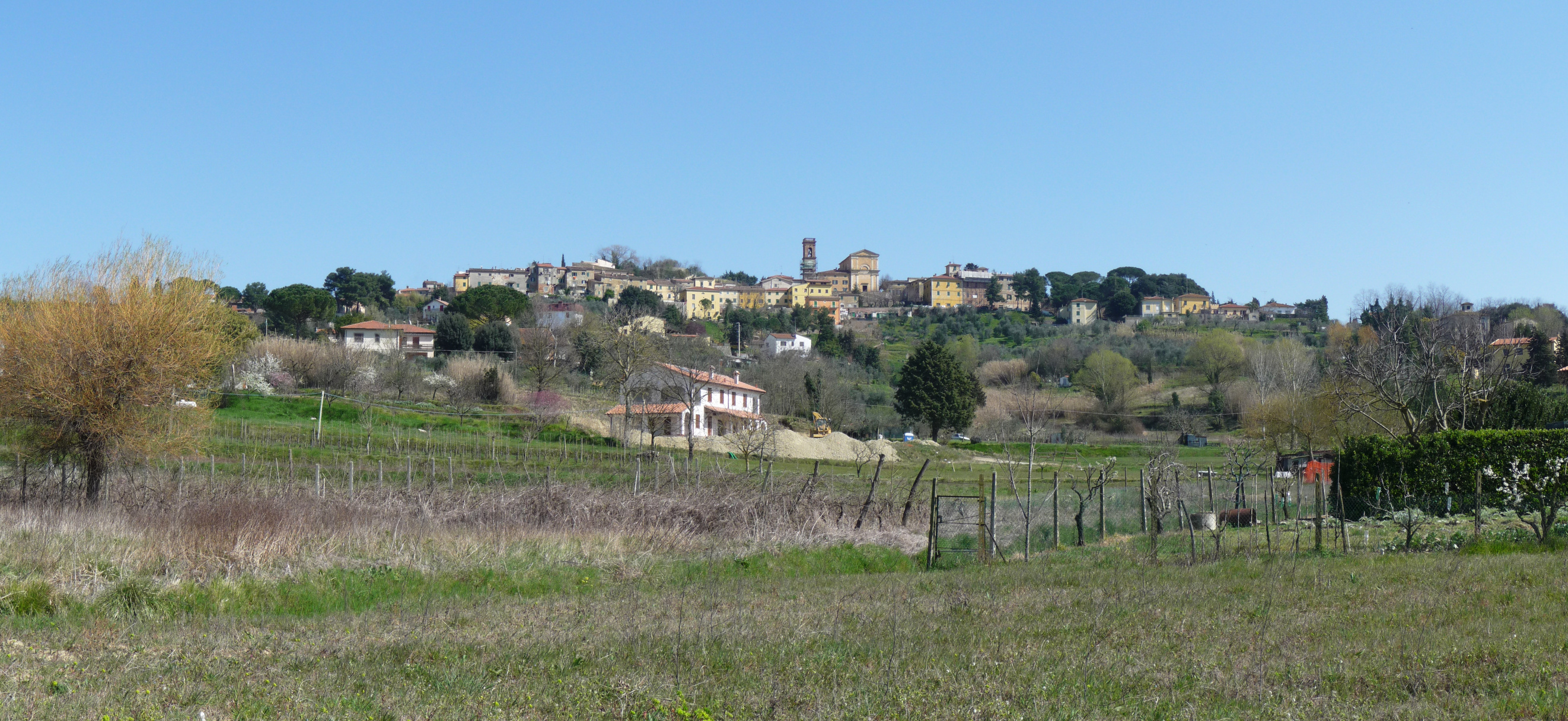
Lorenzana

Lorenzana ist ein Ortsteil der Gemeinde Crespina Lorenzana in der Provinz Pisa in der Region Toskana in Italien mit etwa 330 Einwohnern (Stand 2011).

## Geographie

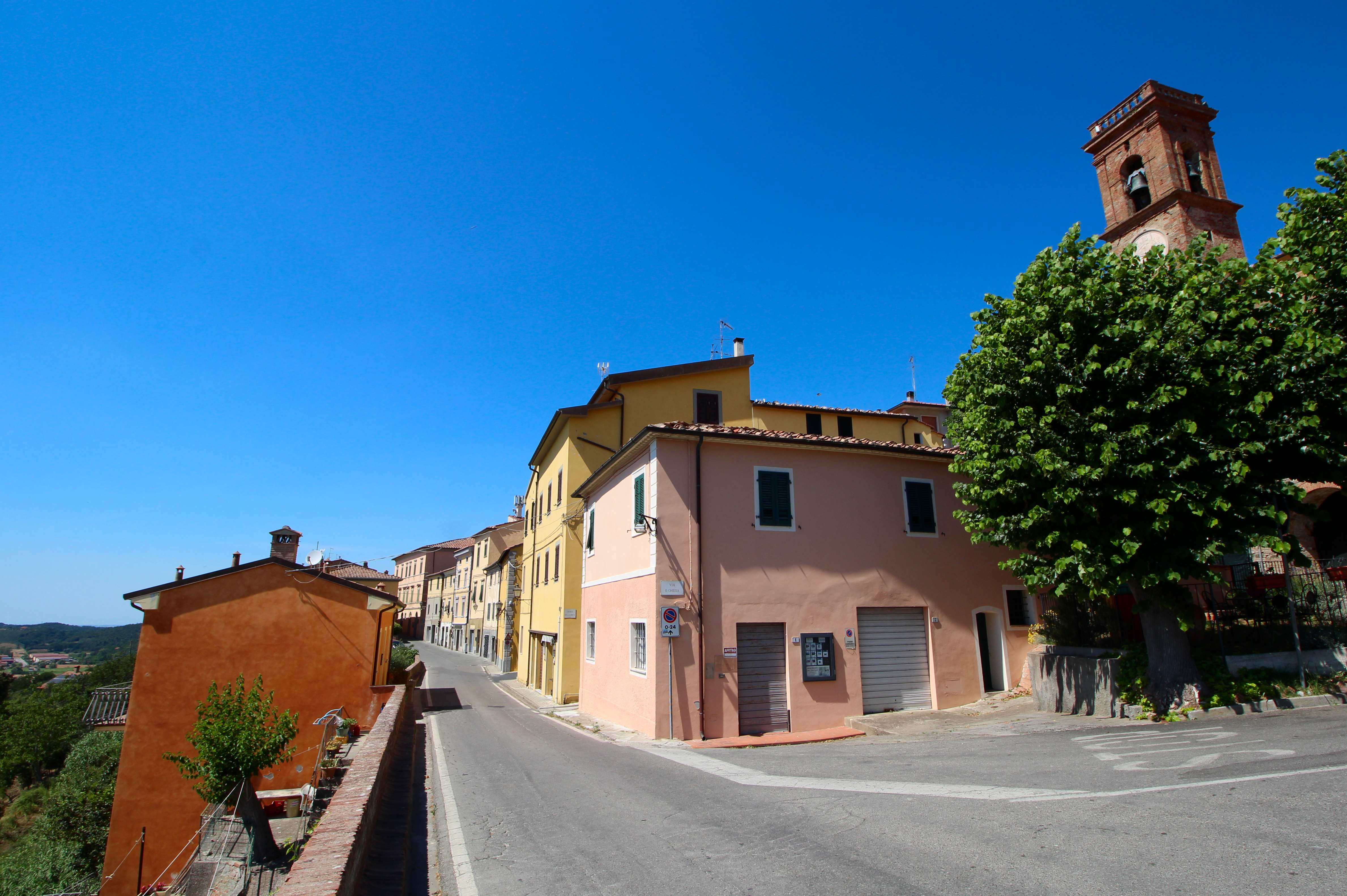
Lorenzana

Das auf einem Hügel liegende mittelalterlich geprägte Dorf Lorenzana liegt bei 127 m circa 35 km südöstlich von Pisa in einer bewaldeten Hügellandschaft, den Colline Pisane, über dem Tal des Flusses Tora.

## Geschichte und Wirtschaft
Der Name des Ortes leitet sich von einem lateinischen Eigennamen (Laurentius, daraus Lorentianum bzw. Laurentiana) ab. Im Mittelalter war der Ort eine Ansiedlung um eine (heute nicht mehr vorhandene) Burg, die bis ins 10. Jahrhundert unter der Gerichtshoheit des Erzbischofs von Pisa stand; aus dieser Zeit (927 und 934) stammen die ersten schriftlichen Erwähnungen des Ortes. 1131 wird Lorenzana dann in einer Bulle des Papstes Innozenz II. erwähnt. Der Ort kam zur Republik Pisa und wurde mit einer Stadtmauer und Wachtürmen befestigt. 1406 geriet der Ort unter die Herrschaft der Republik Florenz, die dem Ort kommunale Autonomie gewährte. 1722 wurde Lorenzana von Cosimo III. zur Grafschaft erklärt und dem Florentiner Adeligen Francesco Lorenzi als Lehen übertragen. Schon 1783 kam es wieder an das Großherzogtum Toskana zurück und wurde eigenständige Gemeinde.
Am 1. Januar 2014 wurde der Ort mit der Nachbargemeinde Crespina zur neuen Gemeinde Crespina Lorenzana zusammengelegt.
In der Vergangenheit lebte der Ort fast ausschließlich von der Landwirtschaft (Wein, Olivenöl, Obst und Getreide, Viehzucht) und Waldwirtschaft. Heute hat deren Bedeutung etwas abgenommen und in der Gemeinde haben sich einige kleine Industrieunternehmen angesiedelt (Lebensmittel, Kleidung, Möbelindustrie, Lederwaren).

## Kultur und Sehenswürdigkeiten

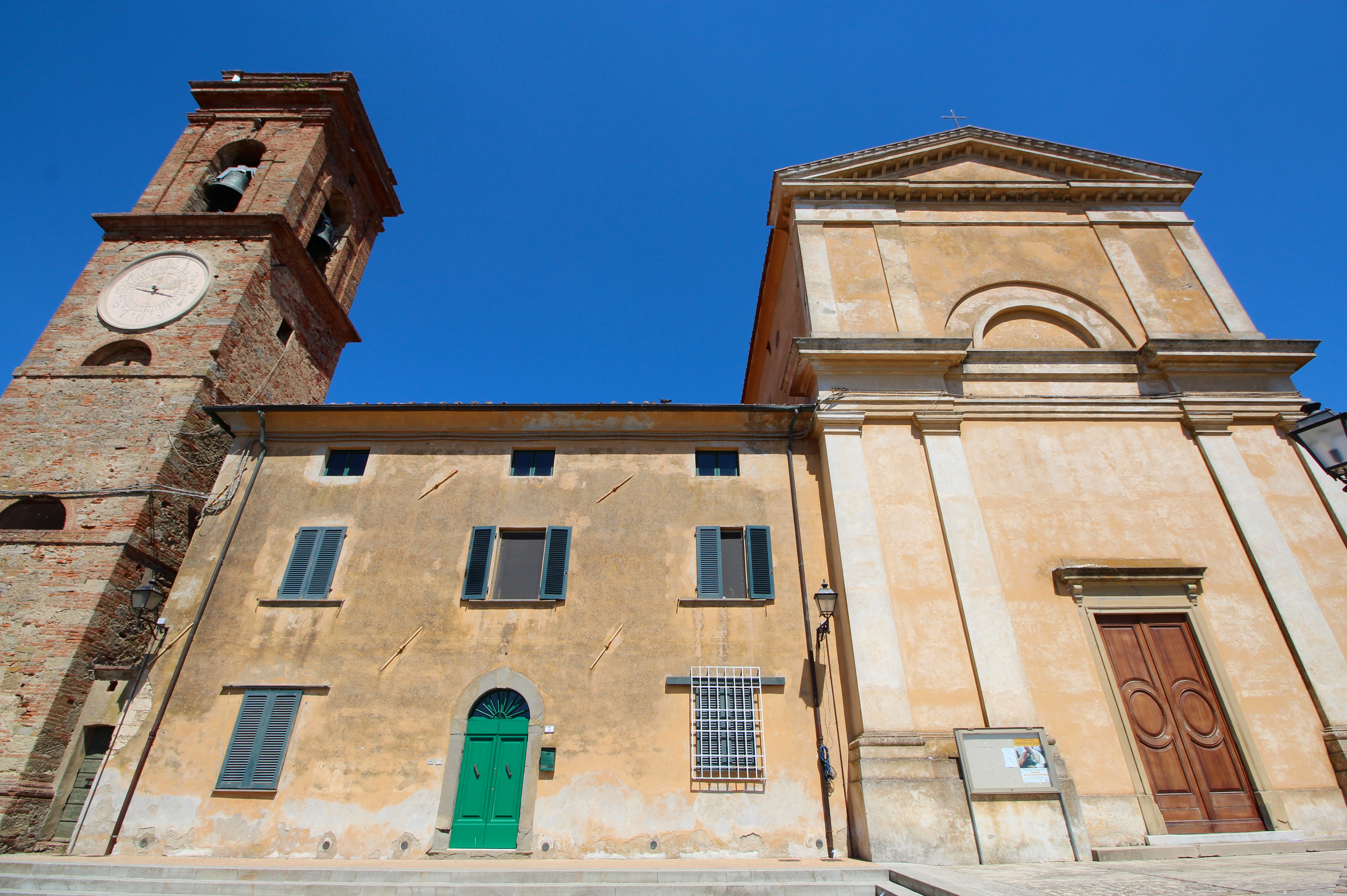
Chiesa dei Santi Bartolomeo e Cristoforo

- Chiesa dei Santi Bartolomeo e Cristoforo – Die dem Ortspatron Bartholomäus und dem Heiligen Christophorus geweihte Pfarrkirche steht an der Stelle eines Vorgängerbaus aus dem 14. Jahrhundert. Die alte Kirche wurde zwischen 1775 und 1776 abgerissen und in der heutigen einschiffigen Form neu errichtet.
- Palazzo dei Lorenzi – Der Palast neben der Kirche war während der Florentiner Herrschaft Sitz des Podestà.
- Chiesa dei Santi Fabiano e Sebastiano – Kirche im Ortsteil Tremoleto mit mittelalterlichen Ursprüngen, 1787 umgebaut.
- Bei Lorenzana gibt es auch einige Villen (Villa Giuli, Villa Scotti und Villa Sforni).

### Regelmäßige Veranstaltungen
- Fiera Paesana – Dorffest, 25. August
- Festa dell’uva e del vino – Trauben- und Weinfest, Mitte September